# Ingersoll Watch Company
La Ingersoll Watch Company es actualmente propiedad de Zeon Watches, una subsidiaria británica de la empresa Herald Group con sede en Hong Kong. La marca se originó en los Estados Unidos de América en 1882, pero posteriormente se radicó en Austria.

## Orígenes
La Ingersoll Watch Company surgió de un negocio de venta por correo (R H Ingersoll & Bro) iniciado en Nueva York en 1882 por Robert Hawley Ingersoll, de 21 años, y su hermano Charles Henry Ingersoll. La empresa inicialmente vendía artículos de bajo costo, como sellos de goma.

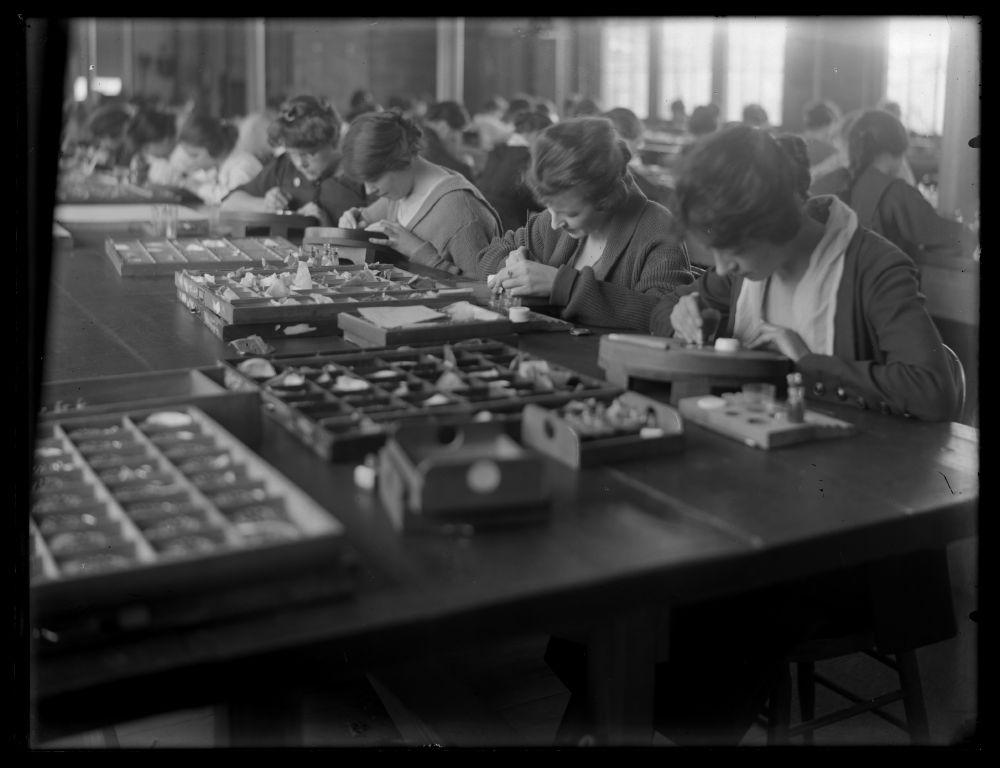
Trabajadoras de la Ingersoll Watch Company, hacia 1900

Los primeros relojes Ingersoll, llamados "Universal", fueron presentados en 1892, suministrados por la Waterbury Clock Company. En realidad, eran pequeños relojes accionados por resorte, de aproximadamente tres pulgadas de diámetro y más de una pulgada de grosor. Se utilizaban como colgantes, y disponían de una anilla y de una corona como los relojes de bolsillo más modernos, aunque la corona no era funcional. Para darles cuerda se usaba una llave cautiva que se desplegaba hacia afuera, y se utilizaba una ruedecilla central para ajustar las agujas, ambos dispositivos accesibles cuando se abría la tapa trasera. Al principio se comercializaban al por mayor a los distribuidores, pero más adelante, en 1892, se publicó un catálogo de pedidos por correo y los relojes se vendían directamente al público.
La empresa de relojes Waterbury también vendía inicialmente sus relojes, pero los Ingersoll pronto negociaron un acuerdo de representación exclusiva. En 1893 se fabricó una versión más pequeña del reloj Universal llamada "Columbus".

## Relojes

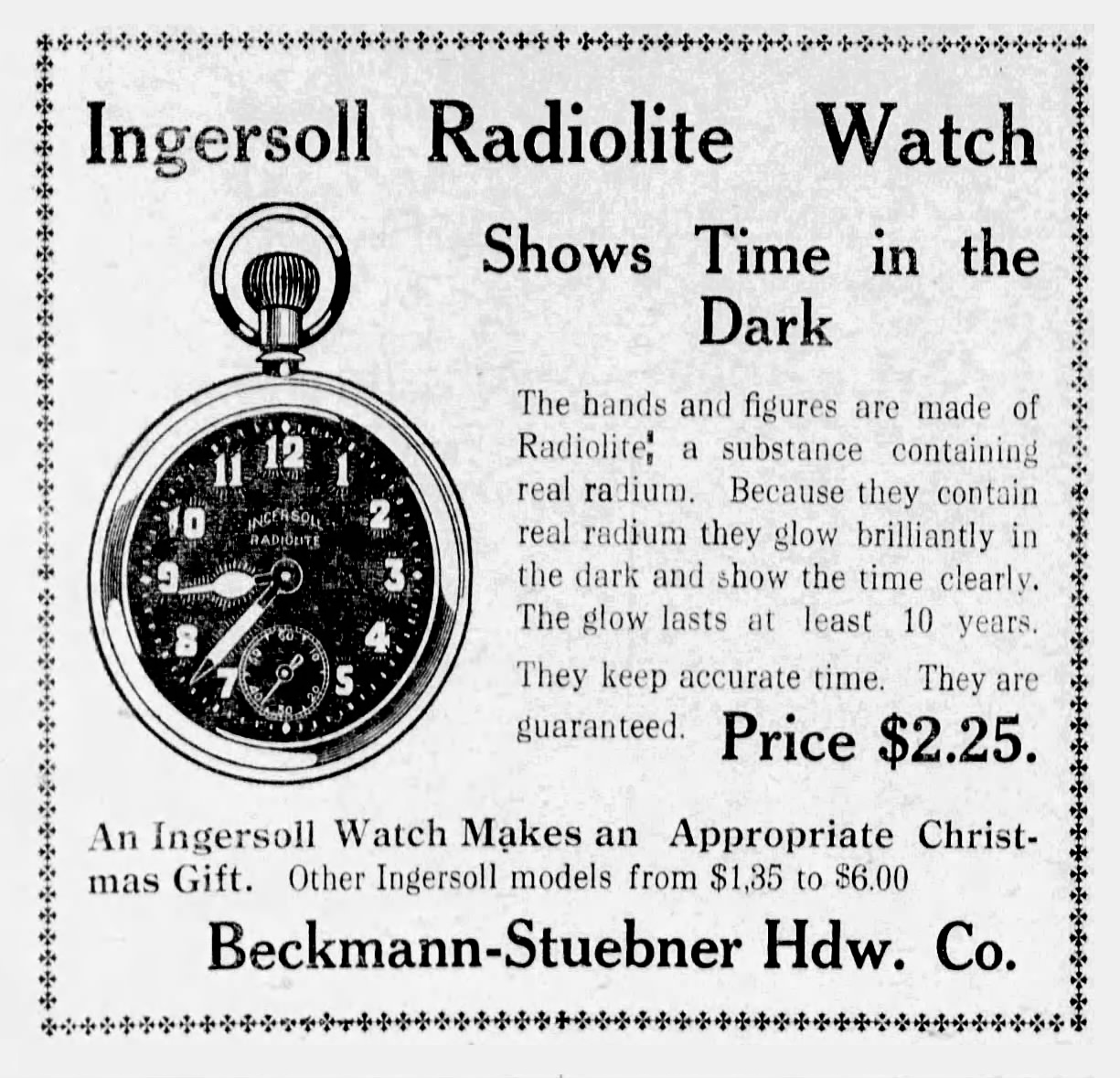
Ingersoll popularizó el uso de las sales de radio en las manecillas y en las marcas horarias de su serie "Radiolite", como se puede ver en este anuncio de 1917

En 1896, Ingersoll presentó un reloj llamado "Yankee", fijando su precio en 1 dólar. Esto lo convirtió en el reloj más barato disponible en ese momento y en el primer reloj con un precio de un dólar, lo que supuso el nacimiento de los  "relojes de dólar". Se producía en masa a bajo precio a partir de piezas estampadas y sin disponer rubíes, para que fuera asequible para la mayor parte de la población.
En 1899, la Waterbury Clock Company producía 8.000 de estos relojes al día para Ingersoll, que empezó a anunciar que 10.000 comerciantes tenían su reloj de un dólar. En 1910, Waterbury producía 3.500.000 relojes de un dólar al año para Ingersoll.
En el transcurso de 20 años se vendieron casi 40 millones de relojes de un dólar, e Ingersoll acuñó la frase "¡El reloj que hizo famoso al dólar!". Theodore Roosevelt mencionó que durante su viaje de caza en África lo describieron como "el hombre del país donde se producía el reloj Ingersoll".
En 1904, Ingersoll abrió una tienda en Londres, Inglaterra. En 1905, Robert navegó a Inglaterra y presentó el reloj de bolsillo "Crown" por 5 chelines, que era aproximadamente el mismo valor que un dólar en ese momento. Este modelo fue fabricado por una subsidiaria británica, Ingersoll Ltd, e inicialmente eran ensamblados a partir de piezas importadas, aunque posteriormente serían producidos íntegramente en su fábrica de Londres. Estos relojes se mantuvieron en el mercado británico hasta finales de la década de 1920, después de que la empresa matriz estadounidense se hundiera.
Ingersoll compró en Waterbury (Connecticut) la Trenton Watch Company en 1908 y la New England Watch Company, ambas en quiebra, por 76.000 dólares el 25 de noviembre de 1914. En 1916, la empresa producía 16.000 relojes al día de 10 modelos distintos. Ese año también se presentó un llamado "diseño nocturno", el "Radiolite" con un dial luminiscente pintado con sales de radio.
En 1917, la empresa produjo otro reloj popular con siete cojinetes de rubí llamado "Reliance".
En la década de 1930, la empresa, ahora llamada Ingersoll-Waterbury, fabricó los primeros relojes con la imagen de Mickey Mouse. Se vendieron más de 5 millones de estos relojes en los primeros 15 años de producción.

## Quiebra
La Ingersoll Watch Company se declaró en quiebra en 1921 durante la recesión que siguió a la Primera Guerra Mundial.
Fue adquirida por la Waterbury Clock Company en 1922 por 1,5 millones de dólares. La Waterbury Clock vendió la división londinense del negocio de relojes Ingersoll, Ingersoll, Ltd., a su junta directiva en 1930, convirtiéndola en una empresa de propiedad totalmente británica. En 1944, la Waterbury Clock Company pasó a llamarse United States Time Corporation (ahora Timex) y continuó produciendo relojes Ingersoll en los Estados Unidos durante la década de 1950.

## Anglo-Celtic Watch Company Ltd

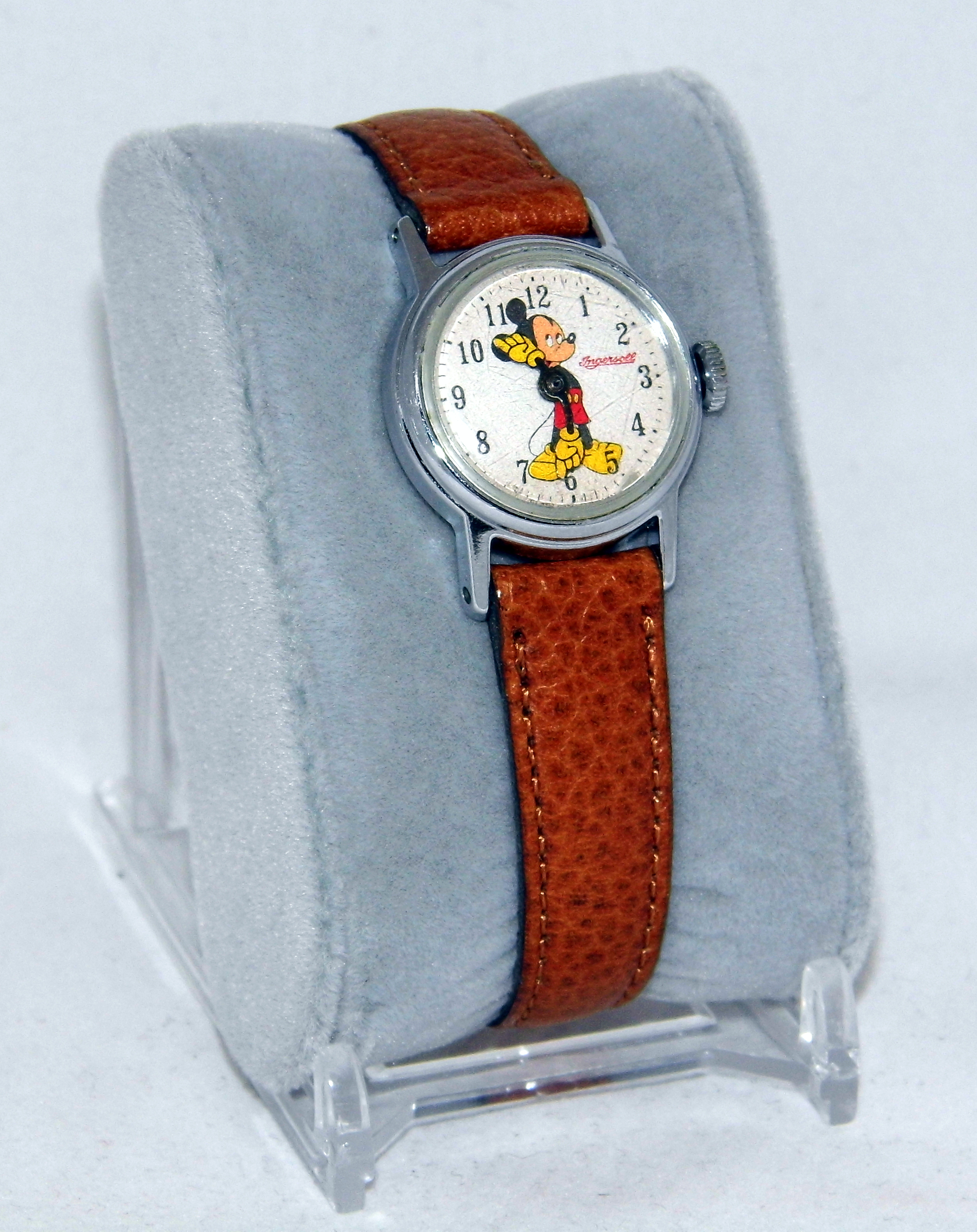
Reloj de cuerda con la imagen de Mickey Mouse fabricado por Ingersoll

Después de Segunda Guerra Mundial, la empresa británica Ingersoll Ltd. se unió a Smiths Industries Ltd y Vickers Armstrong para establecer la Anglo-Celtic Watch Company Ltd en la propiedad de Ynyscedwyn, en las afueras del pueblo de Ystradgynlais, cerca de Swansea, Gales. El primer modelo presentaba el mismo movimiento que los Ingersoll británicos anteriores, que pasaron a denominarse calibre PY. Estos relojes llevaban la marca Ingersoll Triumph y Smiths Empire. Ingersoll Ltd se retiró de la empresa en 1969. Entre 1946 y 1980, cuando la fábrica cerró, se habían fabricado más de 30.000.000 de relojes, que se exportaron a 60 países de todo el mundo.
También fabricaron muchos relojes de bolsillo con personajes de muchos temas de la década de 1930: Betty Boop, Big Bad Wolf, Buck Rogers, Dizzy Dean, el Pato Donald, Flash Gordon, El Llanero Solitario, Mickey Mouse, Moon Mullins, Popeye, Rudy Nebb, Skeezix, Smitty, Three Little Pigs y Tom Mix.
En los años posteriores a la Segunda Guerra Mundial, los temas de las esferas de los relojes incluían al Capitán Marvel, al Capitán Medianoche, Dan Dare, Dick Tracy, el Pato Donald, Hopalong Cassidy, Jeff Arnold y Peter Pan.

## Propiedad actual
La marca Ingersoll es actualmente propiedad de Zeon Watches, una filial británica de la compañía Herald Group de Hong Kong. Los relojes Ingersoll se distribuyen en más de 50 países.

## Lectura adicional
- Comic Character Timepieces, Hy Brown con Nancy Thomas